# Liste der Kulturdenkmale in Polenz (Neustadt in Sachsen)
Die Liste der Kulturdenkmale in Polenz enthält die in der amtlichen Denkmalliste des Landesamtes für Denkmalpflege Sachsen ausgewiesenen Kulturdenkmale im Ortsteil Polenz der Stadt Neustadt in Sachsen.

## Legende
- Bild: Bild des Kulturdenkmals, ggf. zusätzlich mit einem Link zu weiteren Fotos des Kulturdenkmals im Medienarchiv Wikimedia Commons. Wenn man auf das Kamerasymbol klickt, können Fotos zu Kulturdenkmalen aus dieser Liste hochgeladen werden:
- Bezeichnung: Denkmalgeschützte Objekte und ggf. Bauwerksname des Kulturdenkmals
- Lage: Straßenname und Hausnummer oder Flurstücknummer des Kulturdenkmals. Die Grundsortierung der Liste erfolgt nach dieser Adresse. Der Link (Karte) führt zu verschiedenen Kartendiensten mit der Position des Kulturdenkmals. Fehlt dieser Link, wurden die Koordinaten noch nicht eingetragen. Sind diese bekannt, können sie über ein Tool mit einer Kartenansicht einfach nachgetragen werden. In dieser Kartenansicht sind Kulturdenkmale ohne Koordinaten mit einem roten bzw. orangen Marker dargestellt und können durch Verschieben auf die richtige Position in der Karte mit Koordinaten versehen werden. Kulturdenkmale ohne Bild sind an einem blauen bzw. roten Marker erkennbar.
- Datierung: Baubeginn, Fertigstellung, Datum der Erstnennung oder grobe zeitliche Einordnung entsprechend des Eintrags in der sächsischen Denkmaldatenbank
- Beschreibung: Kurzcharakteristik des Kulturdenkmals entsprechend des Eintrags in der sächsischen Denkmaldatenbank, ggf. ergänzt durch die dort nur selten veröffentlichten Erfassungstexte oder zusätzliche Informationen
- ID: Vom Landesamt für Denkmalpflege Sachsen vergebene, das Kulturdenkmal eindeutig identifizierende Objekt-Nummer. Der Link führt zum PDF-Denkmaldokument des Landesamtes für Denkmalpflege Sachsen. Bei ehemaligen Kulturdenkmalen können die Objektnummern unbekannt sein und deshalb fehlen bzw. die Links von aus der Datenbank entfernten Objektnummern ins Leere führen. Ein ggf. vorhandenes Icon  führt zu den Angaben des Kulturdenkmals bei Wikidata.

## Polenz
| Bild                                    | Bezeichnung | Lage                              | Datierung                                               | Beschreibung | ID       |
| --------------------------------------- | --- | --------------------------------- | ------------------------------------------------------- | --- | -------- |
| Direkt Bild zu diesem Denkmal hochladen | Sachgesamtheitsbestandteil der Sachgesamtheit Eisenbahnstrecke Bad Schandau–Sebnitz–Neustadt i. Sa. mit mehreren Einzeldenkmalen sowie die Trasse als Sachgesamtheitsteil | (Karte)                           | um 1880                                                 | Sachgesamtheitsbestandteil der Sachgesamtheit Eisenbahnstrecke Bad Schandau – Sebnitz – Neustadt i. Sa. mit folgenden Einzeldenkmalen: Fernsprechhäuschen (Einzeldenkmal ID-Nr. 09279069), Unterführung (Einzeldenkmal ID-Nr. 09279068), zwei Überführungen (Einzeldenkmal ID-Nr. 09279060 und ID-Nr. 09279066) und Bahnwärterhaus mit Nebengebäude (Einzeldenkmal ID-Nr. 09279067) sowie die Trasse als Sachgesamtheitsteil – eisenbahngeschichtlich von Bedeutung. | 09302091 |
|                                         | Straßenbrücke, dreibogige Überführung (Einzeldenkmale zu ID-Nr. 09302091)                                                                                                 | (Karte)                           | Kern ca. 1877                                           | Einzeldenkmale der Sachgesamtheit Eisenbahnstrecke Bad Schandau – Sebnitz – Neustadt i. Sa.: Straßenbrücke, dreibogige Überführung – baugeschichtlich, eisenbahngeschichtlich und technikgeschichtlich von Bedeutung. Sandstein-Halbkreisbögen. Denkmaltext: Straßenbrücke, dreibogige Überführung (1877), Sandstein-Halbkreisbögen, Bestandteil der wegen ihrer Ingenieurskunst bemerkenswerten Eisenbahnstrecke Bad Schandau – Sebnitz – Neustadt (Sachgesamtheit), baugeschichtlich, eisenbahngeschichtlich und technikgeschichtlich von Bedeutung. (LfD/2012). | 09279066 |
|                                         | Eisenbahnbrücke (Einzeldenkmal zu ID-Nr) | (Karte)                           | ca. 1877                                                | Einzeldenkmal der Sachgesamtheit Eisenbahnstrecke Bad Schandau – Sebnitz – Neustadt i. Sa.: Eisenbahnbrücke – baugeschichtlich, eisenbahngeschichtlich und technikgeschichtlich von Bedeutung. Naturstein-Segmentbogen mit abgestuften Flügelmauern, lichte Weite 3,45 m, lichte Höhe 3,90 m, Länge 12 m. Denkmaltext: Eisenbahnbrücke (1877), Naturstein-Segmentbogen mit abgestuften Flügelmauern, lichte Weite 3,45 m, lichte Höhe 3,90 m, Länge 12 m, Bestandteil der wegen ihrer Ingenieurskunst bemerkenswerten Eisenbahnstrecke Bad Schandau – Sebnitz – Neustadt (Sachgesamtheit), eisenbahngeschichtlich und technikgeschichtlich von Bedeutung. (LfD/2012). | 09279068 |
| Direkt Bild zu diesem Denkmal hochladen | Fernsprechhäuschen (Einzeldenkmal zu ID-Nr. 09302091) | (Karte)                           | 1. Hälfte 20. Jh.                                       | Einzeldenkmal der Sachgesamtheit Eisenbahnstrecke Bad Schandau – Sebnitz – Neustadt i. Sa.: Fernsprechhäuschen – technikgeschichtlich von Bedeutung. Denkmaltext: Fernsprechhäuschen, Bestandteil der wegen ihrer Ingenieurskunst bemerkenswerten Eisenbahnstrecke Bad Schandau – Sebnitz – Neustadt (Sachgesamtheit), eisenbahngeschichtlich und technikgeschichtlich von Bedeutung, Seltenheitswert. (LfD/2012). | 09279069 |
|                                         | Straßenbrücke, Überführung (Einzeldenkmal zu ID-Nr. 09302091) | (Karte)                           | ca. 1877                                                | Einzeldenkmal der Sachgesamtheit Eisenbahnstrecke Bad Schandau – Sebnitz – Neustadt i. Sa.: Straßenbrücke, Überführung – baugeschichtlich, eisenbahngeschichtlich und technikgeschichtlich von Bedeutung. Halbkreisbogen aus Sandstein. Denkmaltext: Straßenbrücke, Überführung (1877), Halbkreisbogen aus Sandstein. Bestandteil der wegen ihrer Ingenieurskunst bemerkenswerten Eisenbahnstrecke Bad Schandau – Sebnitz – Neustadt (Sachgesamtheit), baugeschichtlich, eisenbahngeschichtlich und technikgeschichtlich von Bedeutung. (LfD/2012). Anmerkung: Die Überführung bei km 37,7 ist gesperrt und kann nicht mehr genutzt werden. | 09279060 |
| Weitere Bilder                          | Rittergut Polenz | Am Wasserberg 13; 15 (Karte)      | 1. Hälfte 19. Jh.                                       | Wohnhaus und Wirtschaftsgebäude eines ehemaligen Rittergutes sowie Gutspark (Gartendenkmal) mit Steinbrücke – prägendes Ensemble, Gutspark mit Teich, Steinbrücke, Gedenkstein (siehe auch ID-Nr 09253747) und wertvollem Altgehölzbestand einschließlich Lindenreihe am Teichweg, baugeschichtlich und ortsgeschichtlich von Bedeutung. Schloss 1948 abgebrochen, ein Wirtschaftsgebäude ebenso, Wohnhaus und Scheune: beide Gebäude Feldsteinmauerwerk und Sandsteingewände sowie aufwändige Traufgesimse, Wohnhaus Sattel-, Scheune Krüppelwalmdach, Gutspark: Fundamentreste des Schlosses, Teich südlich des ehemaligen Schlosses, Bachlauf im nördlichen Park, Steinbogenbrücke über den Bach im Norden des Parks, Gedenkstein (datiert 1843) im Teich, Gehölzbestand aus u. a. Rot-Buche (Fagus sylvatica), Linde (Tilia spec.), Stiel-Eiche (Quercus robur), Erle (Alnus spec.), Esche (Fraxinus excelsior), Spitz-Ahorn (Acer platanoides) und Flatter-Ulme (Ulmus laevis), den Teich im Süden begrenzender Baumreihe aus ehemals geschnittenen Linden, Geophytenbestand (Anemonen, Schneeglöckchen). | 09253744 |
| Weitere Bilder                          | Wohnstallhaus und Scheune eines Zweiseithofes | Cunnersdorfer Straße 24 (Karte)   | Ende 19. Jh., Kern wahrscheinlich älter (Wohnstallhaus) | ehemaliges Vorwerk, Wohnstallhaus Obergeschoss. Fachwerk verbrettert, Satteldach, Scheune massiv mit steilem Satteldach, baugeschichtlich und ortsgeschichtlich von Bedeutung. | 09253480 |
|                                         | Wohnstallhaus | Dresdner Straße 73 (Karte)        | 1. Hälfte 19. Jh.                                       | Obergeschoss Fachwerk verbrettert, Zeugnis ländlicher Bauweise im inzwischen städtischen Kontext, baugeschichtlich von Bedeutung. Weitgehend im ursprünglichen Zustand erhalten, Fenster weitgehend in originaler Größe. | 09253746 |
|                                         | Gedenkstein | Flämmigtweg (Karte)               | nach 1913                                               | Inschrift: »Zur Erinnerung an die Ruhmestaten des deutschen Volkes im Jahre 1813«, geschichtlich von Bedeutung. Granit, Höhe ca. 70 cm. | 09253485 |
|                                         | Bahnwärterhaus mit Nebengebäude (Einzeldenkmale zu ID-Nr. 09302091) | Flämmigtweg 15 (Karte)            | 1870er Jahre                                            | Einzeldenkmale der Sachgesamtheit Eisenbahnstrecke Bad Schandau – Sebnitz – Neustadt i. Sa.: Bahnwärterhaus mit Nebengebäude – baugeschichtlich und eisenbahngeschichtlich von Bedeutung. Anderthalb- bzw. eingeschossiger Putzbau im Schweizerstil, profilierte Sparrenköpfe, Dachüberstand, Reste von Putzgliederung. Denkmaltext: Bahnwärterhaus mit Nebengebäude (1870er Jahre), anderthalb- bzw. eingeschossiger Putzbau im Schweizerstil, profilierte Sparrenköpfe, Dachüberstand, Reste von Putzgliederung, Bestandteil der wegen ihrer Ingenieurskunst bemerkenswerten Eisenbahnstrecke Bad Schandau – Sebnitz – Neustadt (Sachgesamtheit), baugeschichtlich und eisenbahngeschichtlich von Bedeutung. (LfD/2012). | 09279067 |
|                                         | Ehem. Gasthaus zur Erholung | Inselweg 6 (Karte)                | 2. Hälfte 19. Jh.                                       | Ehem. Gasthaus, jetzt Wohnhaus – Obergeschoss Fachwerk, baugeschichtlich und ortsgeschichtlich von Bedeutung. Fenster gesprosst und in originaler Größe, Erdgeschoss Fenster und Haustür Sandsteingewände, altes Schild „Gasthaus zur Erholung“ über der Haustür. | 09253736 |
|                                         | Wohnhaus und Seitengebäude eines Bauernhofes | Loßbachweg 6 (Karte)              | Türstock bez. 1850                                      | Wohnhaus massiv, Seitengebäude Obergeschoss Fachwerk, baugeschichtlich und wirtschaftsgeschichtlich von Bedeutung, bildprägend. Inschrift: „Erbauet von Walther May 1850“, Wohnhaus massiv, zweigeschossig, Krüppelwalmdach, Lünette im Giebel, Stallscheune Obergeschoss Fachwerk, Krüppelwalmdach, Erdgeschoss Stall, große Tore, Natursteinfenstergewände. Türstock des Wohnhauses klassizistisch, mit gerader Bekrönung auf zwei Konsolen. | 09253708 |
| Weitere Bilder                          | Denkmal für die Gefallenen des Ersten Weltkrieges | Mittelweg (Karte)                 | 1920er Jahre (Kriegerdenkmal)                           | ortsgeschichtlich von Bedeutung. Standort: in einem verwilderten Ehrenhain, Steinsockel, Platte mit Inschrift: „Ruhm ihren Taten“, darauf Zementblock mit Relief (Mann kämpft mit Schlange [Laokoon]). | 09253730 |
| Weitere Bilder                          | Obermühle | Mittelweg 4 (Karte)               | bez. 1859                                               | Wohnmühlenhaus einschl. gegenüberliegender Schneidemühle und Verbindungsbau zum Hauptgebäude – Wohnmühlenhaus zeittypischer Putzbau mit Drempel und Walmdach, baugeschichtlich, technikgeschichtlich und ortsgeschichtlich von Bedeutung. | 09253737 |
|                                         | Wohnhaus (Umgebinde) mit integriertem Scheunenteil | Mittelweg 25 (Karte)              | 1. Hälfte 19. Jh.                                       | Obergeschoss Fachwerk verbrettert, baugeschichtlich und hausgeschichtlich von Bedeutung. Alle Fenster gesprosst und in originaler Größe, Fachwerk verbrettert, Umgebinde mit großen Jochweiten an der Giebelseite, Blockstube wahrscheinlich entfernt, eines der wenigen Umgebindehäuser im Ort, in hohem Maße original erhalten. | 09253734 |
|                                         | Wohnhaus mit integriertem Scheunenteil | Mittelweg 29 (Karte)              | bez. 1848                                               | Obergeschoss Fachwerk verbrettert, baugeschichtlich von Bedeutung. Fenster in originaler Größe, Fachwerk verbrettert, Erdgeschoss Sandsteingewände, Türsturz mit Inschrift. | 09253742 |
|                                         | Wohnstallhaus und Scheune eines Zweiseithofes | Mittelweg 36 (Karte)              | um 1800                                                 | Wohnstallhaus Obergeschoss Fachwerk verbrettert, Scheune verbretterte Holzkonstruktion, baugeschichtlich von Bedeutung, bildprägend. Erdgeschoss Winterfenster, alle Fenster weitgehend in originaler Größe, nur Hofseite verändert, Fachwerk verbrettert, steiles Satteldach, Erdgeschoss Sandsteingewände, Scheune ebenfalls in Holzbauweise. | 09253740 |
|                                         | Bergkeller | Mittelweg 37 (bei) (Karte)        | bez. 1898                                               | Kellerfront aus Sandstein, baugeschichtlich und sozialgeschichtlich von Bedeutung. | 09229853 |
|                                         | Wohnstallhaus, Seitengebäude und Scheune eines Dreiseithofes | Mittelweg 57 (Karte)              | über Haustür bez. 1878                                  | Scheune Steinsockel und Holzkonstruktion, baugeschichtlich und wirtschaftsgeschichtlich von Bedeutung. | 09254973 |
|                                         | Gewerbegebäude (Schmiede?) | Mittelweg 81 (Karte)              | um 1900                                                 | anderthalbgeschossig, durchgehende Fachwerkkonstruktion, ortsgeschichtlich und straßenbildprägend von Bedeutung. Durchgehend Fachwerk, originale Fenster, die Öffnungen des Obergeschosses direkt unter der Traufe, flaches Satteldach. | 09253731 |
|                                         | Wohnstallhaus | Mittelweg 99 (Karte)              | Mitte 19. Jh.                                           | Obergeschoss Fachwerk verbrettert, baugeschichtlich von Bedeutung, straßenbildprägend im Obergeschoss Fenster originale Größe, Fachwerk verbrettert, Erdgeschoss mit Sandsteinfenster- und -türgewänden. | 09253717 |
| Weitere Bilder                          | Wohnstallhaus (Umgebinde) mit integrierter Scheune | Mittelweg 119 (Karte)             | 1. Hälfte 19. Jh.                                       | Wohnteil Obergeschoss Fachwerk, baugeschichtlich und wirtschaftsgeschichtlich von Bedeutung. Umgebinde links 2/3 Joche, Blockstube, Stallteil massiv, Scheune verbrettert, Satteldach. | 09253713 |
|                                         | Wohnstallhaus (Umgebinde) mit integrierter Scheune | Mittelweg 134 (Karte)             | Türsturz bez. 1832                                      | Obergeschoss Fachwerk verbrettert, baugeschichtlich und wirtschaftsgeschichtlich von Bedeutung. Wohnstallhaus: Blockstube verschalt, Umgebinde 2/3 Joche, Ornamentierung, Fachwerk verbrettert, Giebel ornamental verschiefert, Stallteil massiv, Obergeschoss verbrettert, Satteldach (Schiefer). | 09253714 |
|                                         | Wohnstallhaus und Scheune eines Zweiseithofes | Mittelweg 162 (Karte)             | bez. 1803                                               | Wohnstallhaus Obergeschoss Fachwerk verbrettert, baugeschichtlich von Bedeutung. | 09254975 |
|                                         | Wohnstallhaus und Scheune eines Zweiseithofes, dazu Sandsteintrog vor dem Haus                                                                                            | Mittelweg 166 (Karte)             | lt. Auskunft 1859                                       | Wohnstallhaus Obergeschoss Fachwerk verbrettert, baugeschichtlich und wirtschaftsgeschichtlich von Bedeutung. Fachwerk verbrettert, Giebel verkleidet, Dachüberstand, Erdgeschoss Sandsteingewände. Scheune: Feldsteingründung, ein Teil massiv, sonst Fachwerk, verbrettert. | 09253715 |
|                                         | Wohnstallhaus, Seitengebäude und Scheune eines Dreiseithofes | Mittelweg 173 (Karte)             | Türstock bez. 1824                                      | Wohnstallhaus Obergeschoss Fachwerk verbrettert, baugeschichtlich und wirtschaftsgeschichtlich von Bedeutung, bildprägend. Scheune mit doppelter Biberschwanzdeckung. Wohnstallhaus: Erdgeschoss massiv, Fachwerk verbrettert, Krüppelwalmdach, Fenstergrößen im Obergeschoss erhalten. Scheune und Seitengebäude verbrettert. | 09253716 |
|                                         | Wohnstallhaus und zwei Seitengebäude eines Dreiseithofes | Mittelweg 185 (Karte)             | Türstock bez. 1855                                      | Wohnstallhaus Putzbau mit Drempel, baugeschichtlich und wirtschaftsgeschichtlich von Bedeutung, bildprägend. Treppenhaus im Wohnteil erhalten, zum Teil Sandstein, Gewölbe auf Pfeilern. „No. 63 G.V. Viebig 1855“ Wohnstallhaus: zweigeschossig, mit Drempel, Putzfassade, mit 5 zu 13 Achsen, durchgehend segmentbogige Fenster und Türen, im Giebel drei Fenster, darüber Okulus, Stallteil: innen Mittelgang und zwei Schiffe, Gewölbe auf Pfeilern, Gewände und Gesimse aus Sandstein. Seitengebäude ebenfalls, korbbogige Toreinfahrten, südöstliches Gebäude bezeichnet 1862 (Tafel). Ortsbildprägend durch Größe und erhöhte Lage. | 09253706 |
| Weitere Bilder                          | Wohnstallhaus (Umgebinde) mit integriertem Wirtschaftsteil | Obere Siedlung 2 (Karte)          | um 1800                                                 | Obergeschoss Fachwerk, Wohnteil verbrettert, baugeschichtlich von Bedeutung, bildprägend. Blockstube, Fachwerk verbrettert, Stallteil massiv, Obergeschoss Sichtfachwerk, Giebel verbrettert, dort kleinere Fenster, Umgebinde rechts 2/2 Joche, Fenster originale Größe, Sprossung zum Teil erhalten. | 09253718 |
|                                         | Eisenbahnbrücke über die Polenz und über die Polenztalstraße | Polenztalstraße (Karte)           | 1876/1877                                               | fünfbogige Brücke aus Haustein, baugeschichtlich und technikgeschichtlich von Bedeutung. Die beiden Bögen zur Straße hin wurden nach dem Zweiten Weltkrieg erneuert. | 09253745 |
|                                         | Stützmauern an der Bergseite der Polenztalstraße | Polenztalstraße (Karte)           | 19. Jh.                                                 | ortsbildprägend von Bedeutung. | 09253767 |
| Weitere Bilder                          | Wohnhaus, Seitengebäude und Scheune eines Dreiseithofes | Polenztalstraße 24 (Karte)        | 1. Hälfte 19. Jh.                                       | Wohnhaus Obergeschoss Fachwerk verbrettert, Giebel verkleidet, baugeschichtlich von Bedeutung, erhaltene Struktur, bildprägend. Fachwerk verbrettert, seitlich verkleidet, Scheune breitgelagert, heruntergezogenes Satteldach, eine Seite massiv, sonst verbrettert, Seitengebäude: hoher Steinsockel, Obergeschoss auskragend, Fachwerk verbrettert. | 09253604 |
|                                         | Wohnstallhaus | Polenztalstraße 28 (Karte)        | Türstock bez. 1855                                      | Obergeschoss Fachwerk verbrettert, baugeschichtlich von Bedeutung. Fenster weitgehend in originaler Größe, originales Haustürgewände mit Schlussstein. | 09253738 |
| Weitere Bilder                          | Amalienhof | Polenztalstraße 30; 30a (Karte)   | 2. Hälfte 19. Jh.                                       | Wohnhaus (Nr. 30), zwei Seitengebäude (westliches Nr. 30a) und Scheune eines Vierseithofes – Wohnhaus Putzbau mit übergiebeltem Mittelrisalit, Seitengebäude und Scheune massiv – stattliche, ortsbildprägende Anlage, baugeschichtlich und wirtschaftsgeschichtlich von Bedeutung. Stattliches Wohnhaus massiv, zweigeschossig, Walmdach, mit Gurtgesimsen, gegiebeltem Mittelrisalit und profilierter Tür- und Fensterbekrönung, Okulus im Giebel, drei große Feldstein-Seitengebäude. | 09253732 |
| Weitere Bilder                          | Wohnstallhaus | Polenztalstraße 33 (Karte)        | 1. Hälfte 19. Jh.                                       | Obergeschoss Fachwerk verkleidet, Giebel verschiefert, baugeschichtlich und sozialgeschichtlich von Bedeutung. Fenster Obergeschoss originale Größe, Fachwerk verkleidet, Giebel ornamental verschiefert. | 09253733 |
| Weitere Bilder                          | Wohnstallhaus mit integrierter Scheune | Polenztalstraße 46 (Karte)        | 1. Hälfte 19. Jh.                                       | Obergeschoss Fachwerk verbrettert, baugeschichtlich von Bedeutung. Fenster Obergeschoss gesprosst und in originaler Größe, Erdgeschoss zum Teil Winterfenster, Fachwerk verbrettert, Schieferdeckung, Erdgeschoss Sandsteingewände. | 09253739 |
|                                         | Wohnstallhaus | Polenztalstraße 59 (Karte)        | 2. Hälfte 19. Jh., Kern wohl älter                      | Obergeschoss Fachwerk, Bestandteil der ursprünglichen Auenbebauung, baugeschichtlich von Bedeutung. Fenster im Erdgeschoss vergrößert, im Obergeschoss Fenstergrößen und -sprossung erhalten, straßenseitig ornamental verschiefert. | 09253728 |
| Weitere Bilder                          | Wohnstallhaus (Umgebinde) | Polenztalstraße 62 (Karte)        | 2. Hälfte 18. Jh.                                       | Obergeschoss Fachwerk verbrettert, baugeschichtlich und hausgeschichtlich von Bedeutung, Alterswert. Ruinös, originale Fenstergrößen und -sprossung, Umgebinde rechts 2/2 Jochegiebelständig, Fachwerk verbrettert, Umgebinde mit Kopfbändern, großer Stützenüberstand. | 09253729 |
| Weitere Bilder                          | Gasthof „Erbgericht“ | Polenztalstraße 74 (Karte)        | Tafel bez. 1898                                         | Putzbau mit übergiebeltem Mittelrisalit und Drempel, Walmdach, baugeschichtlich und ortsgeschichtlich von Bedeutung. Mit Veränderungen. Tafel: „Erbauet i. J. 1898 von Erwin Beyer“, dominanter, zweigeschossiger massiver Bau mit Drempel, Walmdach, flacher Mittelrisalit, hölzernes Zierfachwerk im Giebel, Freitreppe, Sandsteintür- und -fenstergewände akzentuieren die Putzfassade. | 09253727 |
|                                         | Wohnstallhaus | Polenztalstraße 75 (Karte)        | Ende 19. Jh.                                            | Obergeschoss Fachwerk, ornamental verschiefert, baugeschichtlich von Bedeutung. Fenster durchgehend original, Stallteil verbrettert, Sandsteinfenstergewände im Erdgeschoss. | 09253726 |
| Direkt Bild zu diesem Denkmal hochladen | Wegestein | Polenztalstraße 79 (bei) (Karte)  | 19. Jh.                                                 | verkehrsgeschichtlich von Bedeutung. Sandstein, scharriert, kaum lesbare gemeißelte Inschrift. | 09253725 |
| Weitere Bilder                          | Schulgebäude (Umgebinde) und Scheune | Polenztalstraße 81 (Karte)        | Türstock bez. 1825                                      | Schule Obergeschoss Fachwerk, teils verbrettert, baugeschichtlich und ortsgeschichtlich von Bedeutung. Umgebinde links 2/2/3 Joche, Blockstube nicht mehr vorhanden, erste Schule von Polenz, heute Wohnhaus, profilierte Stützen, gekerbter Bogen, Fachwerk verbrettert, Giebel mit Rundbogenfenstern, ornamental verschiefert, traufständig, Fenstergrößen und -sprossung denkmalgerecht, Scheune: verbrettert, giebelständig, davor fünf Granitpfeiler, kleiner Mahlstein, alte Haustür. | 09253724 |
| Weitere Bilder                          | Wohnstallhaus (Umgebinde) | Polenztalstraße 85 (Karte)        | um 1800                                                 | Obergeschoss Fachwerk verbrettert, baugeschichtlich von Bedeutung, bildprägend. Fenstergrößen und -sprossung durchgehend erhalten, Umgebinde rechts 2/2 Joche, Fachwerk verbrettert, Frackdach, Giebel verbrettert, vermutlich Schwarze Küche, ursprüngliches Aussehen bewahrt, zusammen mit Nr. 87 wichtiger Bestandteil der Auenbebauung im Polenztal. | 09253721 |
|                                         | Wohnstallhaus | Polenztalstraße 87 (Karte)        | 1. Hälfte 19. Jh.                                       | Obergeschoss Fachwerk, z. T. ornamental verschiefert, baugeschichtlich von Bedeutung, bildprägend. Im Obergeschoss originale Fenstergrößen und -sprossung, eine Seite ornamental verschiefert, Giebel verkleidet, Sandsteingewände im Erdgeschoss, wichtiger Bestandteil der Auenbebauung im Polenztal zusammen mit Nr. 85. | 09253722 |
|                                         | Schule | Polenztalstraße 90 (Karte)        | bez. 1879                                               | Putzbau mit übergiebeltem Mittelrisalit, Walmdach, baugeschichtlich und ortsgeschichtlich von Bedeutung. Tafel: „Unseren Kindern. Erbauet i. J. 1879.“ Zweigeschossiger Kubus mit flachem, gegiebelten Risalit, Gesims, im Obergeschoss flache Fensterbedachungen, Treppe schneidet in den Baukörper ein, Traufgesims. | 09253723 |
|                                         | Wohnstallhaus | Polenztalstraße 91 (Karte)        | 1. Hälfte 19. Jh.                                       | Obergeschoss Fachwerk, baugeschichtlich von Bedeutung. Fenstergrößen im Obergeschoss erhalten, Giebel verkleidet. | 09253720 |
|                                         | Wohnhaus | Polenztalstraße 92 (Karte)        | 1903                                                    | Klinkerbau mit übergiebeltem Seitenrisalit, Freigespärre im Giebel, baugeschichtlich von Bedeutung. Gelber Klinker, mit Putzteilen abgesetzt, gegiebelter Seitenrisalit. | 09253664 |
|                                         | Wohnhaus | Polenztalstraße 96 (Karte)        | 2. Hälfte 18. Jh.                                       | ehemalige Schmiede, Obergeschoss Fachwerk verbrettert, baugeschichtlich und ortsgeschichtlich von Bedeutung. Giebel ornamental verschiefert, Erdgeschoss mit Sandsteinfenster- und -türgewänden, im Obergeschoss Fenstergrößen erhalten. Schmiede (Anbau) massiv, straßenbildprägend, mit Brunnen. | 09253712 |
| Weitere Bilder                          | Wohnstallhaus und Scheune eines Zweiseithofes | Polenztalstraße 116 (Karte)       | Türstock bez. 1807                                      | Wohnstallhaus Obergeschoss Fachwerk, baugeschichtlich und wirtschaftsgeschichtlich von Bedeutung, bildprägend. Im Obergeschoss Fenster in originaler Größe erhalten, zum Teil noch Winterfenster, Dachüberstand, Giebel verbrettert, Scheune: langgestreckter Baukörper, verbrettert. | 09253711 |
| Weitere Bilder                          | Hartpappenwerk; ehem. Niedermühle | Polenztalstraße 125 (bei) (Karte) | 1550 bereits erwähnt                                    | Überfallwehr, Schütz und Teil des Mühlgrabens einer ehemaligen Mühle – technisches Relikt gewerblicher Nutzung der Wasserkraft der Polenz, technikgeschichtlich von Bedeutung. Mühlgraben bereits im Jahr 1550 (mit der Niedermühle) in seinem gesamten Verlauf erwähnt. | 09253710 |
|                                         | Seitengebäude und Scheune eines Dreiseithofes sowie Brunnentrog | Polenztalstraße 134 (Karte)       | Mitte 19. Jh.                                           | baugeschichtlich und wirtschaftsgeschichtlich von Bedeutung, bildprägende Wirkung. Seitengebäude teils Sandsteinsockel, Fachwerk verbrettert, mit massivem Anbau, Scheune: Sandsteinsockel und Holzkonstruktion. | 09254974 |
|                                         | Wohnhaus mit giebelständigem späteren Anbau | Polenztalstraße 142 (Karte)       | Türstock bez. 1839                                      | Obergeschoss Fachwerk, ehem. Verwaltungsgebäude der Niedermühle, baugeschichtlich und ortsgeschichtlich von Bedeutung. Türstock bezeichnet 18 S 39, alter Teil: Fenstergrößen und -sprossung erhalten, neuer Teil ebenso. | 09253709 |
|                                         | Wohnstallhaus | Polenztalstraße 148 (Karte)       | Mitte 19. Jh.                                           | Obergeschoss Fachwerk verschiefert, baugeschichtlich von Bedeutung. Im Obergeschoss Fenstergrößen und -sprossung original, Fachwerk verschiefert, Sandstein-Fenstergewände im Erdgeschoss erhalten, Lastenöffnung. | 09253707 |
| Direkt Bild zu diesem Denkmal hochladen | Wohnstallhaus | Rückersdorfer Weg 1 (Karte)       | Mitte 19. Jh., lt. Auskunft 1849                        | Obergeschoss Fachwerk verbrettert, baugeschichtlich von Bedeutung. Fenstergrößen und -sprossung durchgehend erhalten, Biberschwanzdeckung, Fachwerk verbrettert, Krüppelwalmdach. | 09253719 |
| Weitere Bilder                          | Gedenkstein im Teich | Wilhelm-Kaulisch-Straße (Karte)   | bez. 1843                                               | Stein mit halbrundem Abschluss und Inschrift (Datierung) »1843«, ortsgeschichtlich von Bedeutung. | 09253747 |

## Ausführliche Denkmaltexte
1. ↑  
Wohnmühlenhaus: Sandstein-Fenstergewände, Gurtgesimse und Reste von Putzgliederung, Haustür Granitgewände mit Inschrift „C.G. Rentsch“ im Segmentbogenabschluss, Mahlhausanbau um zwei Geschosse erhöht, mit Walmdach, mit vorhandener Technik, Radkammer entlang des Verbindungsbaus vorhanden, Inschrift „Ora et labora“ an der Fensterbrüstung, in den Sockel eingemauerter Mahlstein, zwei Doppelwalzenstühle (ca. 1940er Jahre), Mahlraum vorhanden, gesamte Technik noch nicht besichtigt, Schneidemühle: relativ breites Gebäude, Krüppelwalmdach, Bruchsteinsockel, Radkammer im Bruchsteinmauerwerk mit desolaten Wasserradresten, auf Mahl- oder Walzenstuhlboden (Mahlraum) zwei Walzenstühle und eine Quetsche, des Weiteren Elevatoren und Schüttvorrichtungen erhalten.
2. ↑  
Denkmaltext: Mitteldeutsches Wohnstallhaus mit charakteristischer Grundrisseinteilung in Wohnteil, Flur und Stall-/Wirtschaftsteil und regionaltypisch verbrettertem Fachwerk-Oberstock (fast vollständig und unversehrt erhalten), entstanden um 1800, als Bauernhaus einer Hufe Strukturelement des Waldhufendorfes Polenz. Großes Bruchstein-Tonnengewölbe als Keller, das massive Erdgeschoss aus Ziegelmauerwerk (nur die Bergseite aus Feldstein) lässt Baumaßnahmen vor etwa 100 Jahren erkennen, in deren Verlauf die Grundrisssituation etwas verändert und womöglich eine Umgebindekonstruktion entfernt wurde. Scharrierte Natursteingewände, die Stalltür und der linear integrierte Scheunenteil sind in ihrer ehemaligen Funktion bereits von außen klar erkennbar. Das preußische Kappengewölbe des Stallteils dürfte ebenfalls Zeugnis des gen. Umbaus sein. Satteldach als Kaltdach mit liegendem Dachstuhl, Windrispen im Sparrenbereich, die zwölf Binder mit Zimmermannszeichen versehen, hier auch der Scheunenanbau durch gesägte Balken klar von der alten Bausubstanz unterscheidbar. Baugeschichtliche und ortsentwicklungsgeschichtliche Bedeutung, Relikt einer einst regionaltypischen Baugattung in veränderter Umgebung. (LfD/2014).
3. ↑  
Denkmaltext: Der zu DDR-Zeiten im Querschnitt verbreiterte und ausbetonierte Mühlgraben führte ursprünglich das Aufschlagwasser für eine seit 1570 aktenkundliche Mahlmühle und späteren Schneidmühle in Polenz heran. Ab 1870 wurde in der sogenannten Niedermühle zudem die Produktion von Hartpappen aufgenommen. 1928 erweiterte sich die Hartpappenfabrik und nahm als erster Hersteller von Lautsprechermembranen in Deutschland auch die Fasergussproduktion auf. Nach dem Zweiten Weltkrieg folgte die Umwandlung des Unternehmens in den VEB Hartpappenwerk & Fasergusswerk Polenz. In der Folgezeit wurde der Mühlgraben verbreitert und mit Absetzbecken zur Vorklärung der Aufschlagwasser für die Turbine des Unternehmens versehen. Das seit 1990 wieder als GmbH firmierende Unternehmen nutzte den Gewerbestandort bis zu seiner Insolvenz 1991, danach verfielen die Anlagen. 

Das Überfallwehr, der Plattenschütz sowie Teile des Mühlgrabens sind heute als technische Relikte letzte Zeugnisse der Wasserkraftnutzung durch die ursprüngliche Gewerbeansiedlung entlang der Polenz und dokumentieren die bauliche Anpassung der hierfür notwendigen technischen Anlagen an die Bedürfnisse der sich verändernden Energieerzeugungsanlagen. Wehr, Schütz und Mühlgraben bilden dabei eine funktionale Einheit von ortsbildprägender Bedeutung und weisen einen Erlebnis- und Erinnerungswert auf. (LfD/2012).